# Esukan
Esukan (gruzijski ესუქანი) bila je mongolska plemkinja i gruzijska kraljica.
Bila je kći generala Chormaqana Noyana te sestra Shiramuna Noyana.
Udala se 1263. za kralja Gruzije Davida VII. (njegov je novčić prikazan desno). Vjenčanje je bilo u Tbilisiju.
Esukan kralju nije rodila djecu, a bila mu je posljednja supruga.
Biskup Ujarme Bazilije, kraljevski kancelar, navodno je bio kraljičin ljubavnik.
David je dao objesiti Bazilija.
Navodno je Esukan iz osvete otrovala Davida.